# 챗봇

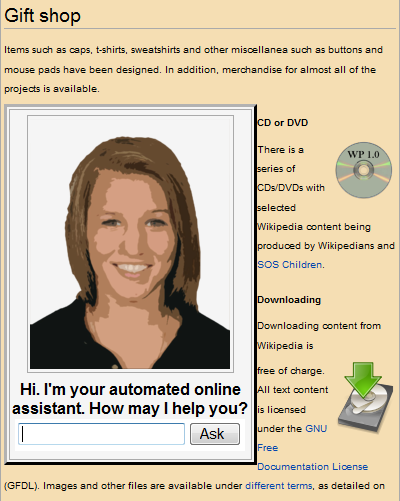
가상 비서 챗봇

챗봇(chatbot) 혹은 채터봇(chatterbot)은 음성이나 문자를 통한 인간과의 대화를 통해서 특정한 작업을 수행하도록 제작된 컴퓨터 프로그램이다. 토크봇(talkbot), 채터박스(chatterbox) 혹은 그냥 봇(bot)라고도 한다.
인간이 사용하는 언어를 이해해서 대화를 진행하는 자연언어처리 기술을 심각하게 적용하는 언어이해 방식, 입력받은 말에서 특정 단어나 어구를 검출하여 그에 맞는 미리 준비된 응답을 출력하는 검색 방식, 그리고 각본을 미리 만들고 각본에 따라서 사용자의 입력에 대한 동작과 각본에 있는 응답을 출력하는 각본 방식이 있다.
챗봇이 오랫동안 사용되어 온 주요 분야는 고객 서비스와 지원 분야로, 다양한 종류의 가상 비서가 있다. 광범위한 산업에 걸친 회사들이 최신 생성형 인공지능 기술을 사용하여 이러한 분야에서 더욱 진보된 개발을 추진하기 시작했다.

## 개발
전통적인 역사 초기의 채터봇은 ELIZA(1966년)와 PARRY(1972년)이다. 더 최근의 저명한 프로그램들에는 A.L.I.C.E., Jabberwacky, D.U.D.E가 있다. 2017년, 이스라엘 회사 SnatchBot은 감정을 분석하는 봇을 구축하는 역량을 가진 챗봇 생성 웹사이트를 런칭했다.

## 부작용
악성 챗봇은 주로 채팅방에서 익명성을 내세워 스팸 광고로 도배하는데 쓰이거나, 다른 사람의 은행 계좌와 같은 개인정보를 캐내기 위해 쓰인다. 야후 메신저, 윈도우 라이브 메신저, AOL 메신저 등 익명의 인스턴트 메신저 프로토콜에서 주로 보인다.
상호 작용을 통해 학습하는 AI 챗봇인 테이는 트위터에서 인터넷 트롤의 표적이되어 큰 논란을 일으켰다. 봇이 악용되었고 16 시간 동안 다른 사용자들에게 공격적인 트윗을 보냈다. 이는 봇이 경험을 통해 효과적으로 학습했지만 오용을 방지하기위한 적절한 보호 수단이 마련되지 않았음을 의미한다.
텍스트 전송 알고리즘이 챗봇이 아닌 사람처럼 스스로를 전달할 수 있다면 그 메시지는 더 신뢰할 수 있을 것이다. 따라서 믿음직한 사람처럼 보이는 챗봇은 그럴듯해 보이는 가짜 뉴스를 흩뿌릴 수 있다. 예를 들어 대통령 선거에서 허위 주장을 하며 언론을 조장할 수도 심지어는 사회적 증거를 조작할 수도 있다.

## 한계
챗봇의 생성 및 구현은 여전히 인공 지능 및 기계 학습과 밀접한 관련이 있는 전망성이 밝은 개발 영역이다. 챗봇은 분명한 장점을 가지고 있지만, 몇 가지 중요한 제한이 있다. 그러나 이것은 확실하게 정해진 것이 아니므로 계속 변하고 있다. 또한, 챗봇을 만들때 흔히 하는 실패요인이 있으니 주의해야 한다.
- 출력 생성에 사용되는 데이터베이스가 고정되고 제한되어 있기 때문에 학습되지 않거나 저장되지 않은 질문은 챗봇이 처리를 실패할 수 있다.[12]
- 챗봇은 언어 프로세스에 크게 영향을 받으며 액센트 및 실수와 같은 불규칙성으로 인해 제한될 수 있다.[13]
- 챗봇은 동시에 여러 질문을 처리할 수 없으므로 사람과 대화할 때 보다 효율성이 떨어질 수 있다.
- 챗봇은 학습경험을 위해 많은 양의 대화 데이터가 필요하다.
- 챗봇은 사용자와 이전의 대화를 주고 받아야 하는 비선형 대화를 처리하는데 어려움이 있다.[14]
- 일반적으로 기존 서비스의 기술 주도적 변화에서 발생하는 것처럼 일부 소비자는 챗봇에 불편함을 느끼고 자신의 요청이 기계에 의해 처리되고 있음을 분명히 알 수 있다.[13]

## 같이 보기
- 테이 (봇)
- 마르코프 연쇄
- 트위터봇
- 인터넷 봇
- 유진 구스트만
- 가상 비서